# Federación de Borneo Suroriental
La Federación del Sureste de Borneo o de Borneo Suroriental (en indonesio: Federasi Kalimantan Tenggara) fue un área autónoma formada en la parte sureste de la isla indonesia de Borneo por los Países Bajos en 1948 como parte de un intento de restablecer la colonia de las Indias Orientales Neerlandesas durante la Revolución Nacional de Indonesia. El sudeste de Borneo se convirtió en parte constituyente de los Estados Unidos de Indonesia en 1949. La Federación se disolvió el 18 de abril de 1950 y se combinó con Gran Dayak y Banjar para formar la provincia de Borneo Meridional.